# VAX

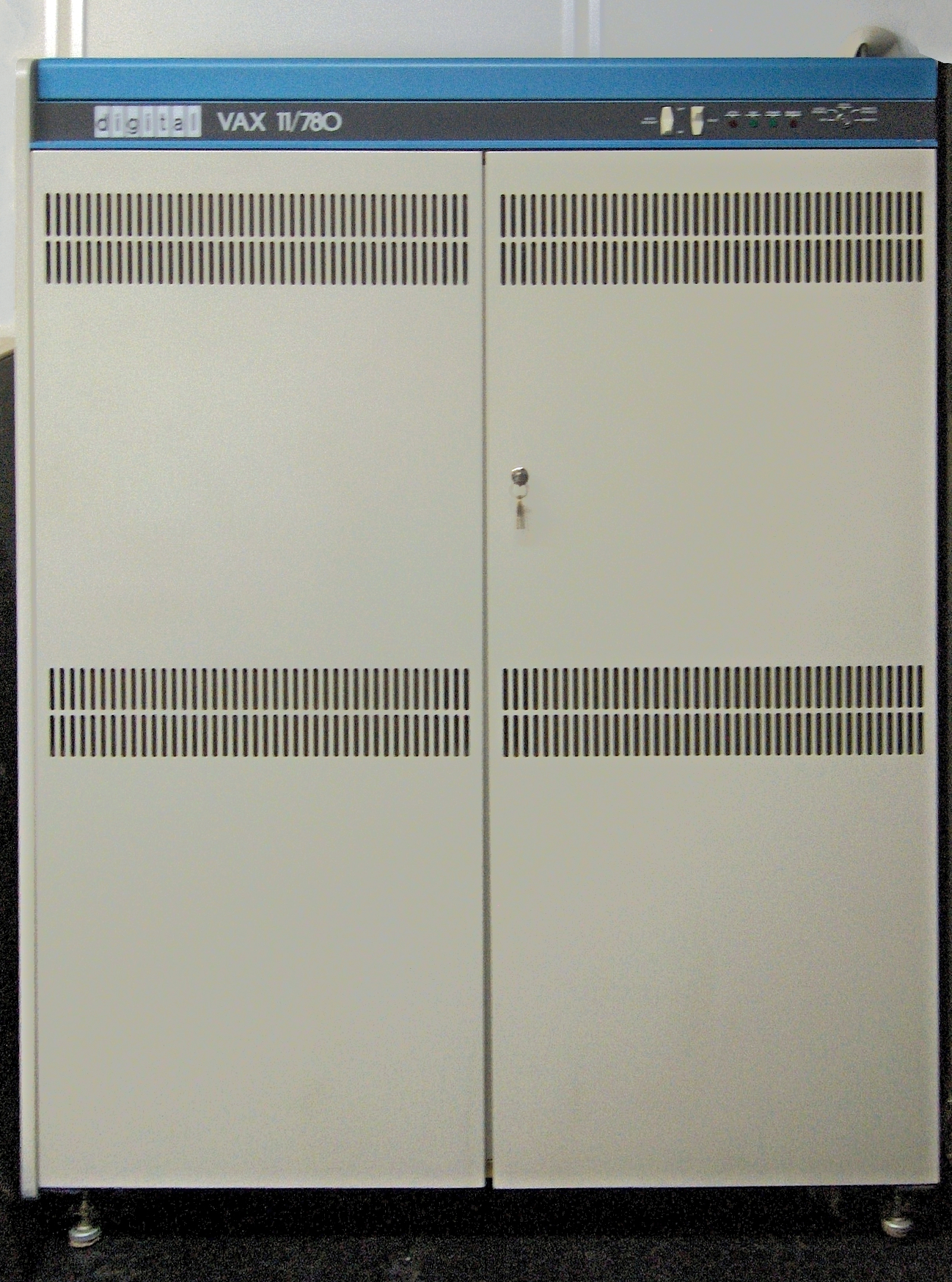
Computadora digital VAX 11/780 (2008)

Minicomputadora de arquitectura CISC, sucesora de la PDP-11, producida por Digital Equipment Corporation. Su nombre original era VAX-11 (Virtual Address Extended PDP-11). Lanzada el 25 de octubre de 1977, fue la primera máquina comercial de arquitectura de 32 bits, lo que la convierte en un hito destacable en la historia de la computación. La primera VAX-11/780 fue instalada en Carnegie Mellon University.
Su sistema operativo, VMS (luego llamado OpenVMS), fue concebido junto con la máquina. Presentaba características muy novedosas para su tiempo, en particular un revolucionario sistema de clustering.
El VAX es un claro ejemplo de máquina del tipo memoria-memoria con registros de uso general. Posee 16 registros (R0,...,R15) de 32 bits. El PC (Program Counter, en español contador de programa) y el SP (Stack Pointer, en español puntero de pila) son los registros R15 y R14 respectivamente, son los registros de uso general con los que se consigue una mayor versatilidad y potencia en los modos de direccionamiento.
También destacan el R13 y el R12. El primero se utiliza como FP (Frame pointer, en español apuntador de trama o puntero de marco), el segundo se utiliza como AP (Argument pointer, en español puntero a los argumentos). Estos dos registros son especialmente útiles cuando se manejan procedimientos y se requiere acceder a la información de la pila, creada en la llamada y para retorno luego de la ejecución de la rutina o procedimiento.
El VAX tiene un P.S.L (Proccesor status longword, en español palabra larga de estado del procesador) de 32 bits. Sus últimos cuatro bits son los bits de condición Z (cero), N (negativo), V (desbordamiento) y C (acarreo).
Esta máquina tiene una gran versatilidad y potencia a la hora de manejar diferentes tipos de datos. Es capaz de procesar enteros de tamaño de 1 a 8 bytes, números en coma flotante de simple (4 bytes) y doble precisión (8 bytes), caracteres, cadenas, e incluso números en BCD (Binary Coded Decimal).
Incorpora numerosas mejoras respecto a la PDP-11. Entre ellas una memoria caché, y una unidad en coma flotante (opcional). En cuanto a sus restricciones tiene la desventaja de que si no existe alineación a la hora de acceder a las instrucciones alojadas en memoria sus accesos a este recurso son más lentos.
Los últimos modelos de VAXen (modelos 7000 y 10000) fueron lanzados en 1992, aunque se introdujeron cambios hasta 1997. La línea se discontinuó en 1999, y en ese entonces se rumoreaba que todas las unidades remanentes habían sido adquiridas por Intel.
- Datos: Q960616
- Multimedia: VAX / Q960616